# Personaggi di Glee
Questa voce contiene un elenco dei personaggi presenti nella serie televisiva Glee.

## Cast
| Personaggio           | Attore                | Stagioni              | Stagioni              | Stagioni              | Stagioni              | Stagioni              | Stagioni              |                       |
| Personaggio           | Attore                | 1                     | 2                     | 3                     | 4                     | 5                     | 6                     |                       |
| Personaggi principali | Personaggi principali | Personaggi principali | Personaggi principali | Personaggi principali | Personaggi principali | Personaggi principali | Personaggi principali | Personaggi principali |
| --------------------- | --------------------- | --------------------- | --------------------- | --------------------- | --------------------- | --------------------- | --------------------- | --------------------- |
| Rachel Berry          | Lea Michele           | Regolare              | Regolare              | Regolare              | Regolare              | Regolare              | Regolare              |                       |
| Finn Hudson           | Cory Monteith         | Regolare              | Regolare              | Regolare              | Regolare              |                       |                       |                       |
| Kurt Hummel           | Chris Colfer          | Regolare              | Regolare              | Regolare              | Regolare              | Regolare              | Regolare              |                       |
| Artie Abrams          | Kevin McHale          | Regolare              | Regolare              | Regolare              | Regolare              | Regolare              | Regolare              |                       |
| Quinn Fabray          | Dianna Agron          | Regolare              | Regolare              | Regolare              | Ricorrente            | Ricorrente            | Ricorrente            |                       |
| Mercedes Jones        | Amber Riley           | Regolare              | Regolare              | Regolare              | Regolare              | Ricorrente            | Regolare              |                       |
| Noah Puckerman        | Mark Salling          | Regolare              | Regolare              | Regolare              | Regolare              | Ricorrente            | Ricorrente            |                       |
| Tina Cohen-Chang      | Jenna Ushkowitz       | Regolare              | Regolare              | Regolare              | Regolare              | Regolare              | Ricorrente            |                       |
| Brittany Pierce       | Heather Morris        | Ricorrente            | Regolare              | Regolare              | Regolare              | Ricorrente            | Ricorrente            |                       |
| Santana Lopez         | Naya Rivera           | Ricorrente            | Regolare              | Regolare              | Regolare              | Regolare              | Ricorrente            |                       |
| Mike Chang            | Harry Shum Jr.        | Ricorrente            | Regolare              | Regolare              | Regolare              | Ricorrente            | Ricorrente            |                       |
| Blaine Anderson       | Darren Criss          |                       | Ricorrente            | Regolare              | Regolare              | Regolare              | Regolare              |                       |
| Sam Evans             | Chord Overstreet      |                       | Ricorrente            | Ricorrente            | Regolare              | Regolare              | Regolare              |                       |
| Wade "Unique" Adams   | Alex Newell           |                       |                       | Ricorrente            | Ricorrente            | Regolare              | Ricorrente            |                       |
| Jake Puckerman        | Jacob Artist          |                       |                       |                       | Ricorrente            | Regolare              | Ospite                |                       |
| Marley Rose           | Melissa Benoist       |                       |                       |                       | Ricorrente            | Regolare              |                       |                       |
| Ryder Lynn            | Blake Jenner          |                       |                       |                       | Ricorrente            | Regolare              | Ospite                |                       |
| Kitty Wilde           | Becca Tobin           |                       |                       |                       | Ricorrente            | Regolare              | Ricorrente            |                       |
| Will Schuester        | Matthew Morrison      | Regolare              | Regolare              | Regolare              | Regolare              | Regolare              | Regolare              |                       |
| Sue Sylvester         | Jane Lynch            | Regolare              | Regolare              | Regolare              | Regolare              | Regolare              | Regolare              |                       |
| Emma Pillsbury        | Jayma Mays            | Regolare              | Regolare              | Regolare              | Ricorrente            | Ricorrente            | Ricorrente            |                       |
| Shannon Beiste        | Dot-Marie Jones       |                       | Ricorrente            | Ricorrente            | Ricorrente            | Ricorrente            | Regolare              |                       |
| Burt Hummel           | Mike O'Malley         | Ricorrente            | Regolare              | Ricorrente            | Ricorrente            | Ricorrente            | Ricorrente            |                       |
| Terri Delmonico       | Jessalyn Gilsig       | Regolare              | Regolare              |                       | Ospite                |                       | Ricorrente            |                       |
| Personaggi ricorrenti |                       |                       |                       |                       |                       |                       |                       |                       |
| Preside Figgins       | Iqbal Theba           | Ricorrente            | Ricorrente            | Ricorrente            | Ricorrente            | Ricorrente            | Ricorrente            |                       |
| Becky Jackson         | Lauren Potter         | Ricorrente            | Ricorrente            | Ricorrente            | Ricorrente            | Ricorrente            | Ricorrente            |                       |
| Jacob Ben Israel      | Josh Sussman          | Ricorrente            | Ricorrente            | Ricorrente            | Ricorrente            | Ospite                |                       |                       |
| Carole Hudson-Hummel  | Romy Rosemont         | Ricorrente            | Ricorrente            | Ricorrente            | Ospite                | Ricorrente            | Ricorrente            |                       |
| Rod Remington         | Bill A. Jones         | Ricorrente            | Ricorrente            | Ricorrente            | Ospite                | Ricorrente            | Ricorrente            |                       |
| Andrea Charmichael    | Earlene Davis         | Ricorrente            | Ricorrente            | Ricorrente            | Ospite                | Ricorrente            | Ospite                |                       |
| Lauren Zizes          | Ashley Fink           | Ricorrente            | Ricorrente            | Ricorrente            | Ospite                |                       | Ospite                |                       |
| Dave Karofsky         | Max Adler             | Ricorrente            | Ricorrente            | Ricorrente            |                       | Ospite                | Ricorrente            |                       |
| Jesse St. James       | Jonathan Groff        | Ricorrente            | Ricorrente            | Ricorrente            |                       |                       | Ricorrente            |                       |
| Jean Sylvester        | Robin Trocki          | Ricorrente            | Ricorrente            |                       |                       |                       |                       |                       |
| April Rhodes          | Kristin Chenoweth     | Ricorrente            | Ospite                |                       |                       | Ricorrente            |                       |                       |
| Sandy Ryerson         | Stephen Tobolowsky    | Ricorrente            | Ospite                |                       |                       |                       |                       |                       |
| Shelby Corcoran       | Idina Menzel          | Ricorrente            |                       | Ricorrente            | Ospite                |                       |                       |                       |
| Matt Rutherford       | Dijon Talton          | Ricorrente            |                       |                       |                       |                       | Ricorrente            |                       |
| Holly Holliday        | Gwyneth Paltrow       |                       | Ricorrente            |                       |                       | Ricorrente            |                       |                       |
| Roz Washington        | NeNe Leakes           |                       |                       | Ricorrente            | Ricorrente            | Ricorrente            | Ospite                |                       |
| Carmen Tibideaux      | Whoopi Goldberg       |                       |                       | Ricorrente            | Ricorrente            | Ospite                |                       |                       |
| Sebastian Smythe      | Grant Gustin          |                       |                       | Ricorrente            | Ricorrente            | Ospite                |                       |                       |
| Joe Hart              | Samuel Larsen         |                       |                       | Ricorrente            | Ricorrente            |                       | Ricorrente            |                       |
| Sugar Motta           | Vanessa Lengies       |                       |                       | Ricorrente            | Ricorrente            |                       | Ricorrente            |                       |
| Rory Flanagan         | Damian McGinty        |                       |                       | Ricorrente            | Ospite                |                       |                       |                       |
| Alma Lopez            | Ivonne Coll           |                       |                       | Ospite                |                       |                       | Ricorrente            |                       |
| Millie Rose           | Trisha Rae Stahl      |                       |                       |                       | Ricorrente            | Ospite                |                       |                       |
| Soprintendente Harris | Christopher Cousins   |                       |                       |                       |                       | Ricorrente            | Ricorrente            |                       |
| Roderick Meeks        | Noah Guthrie          |                       |                       |                       |                       |                       | Ricorrente            |                       |
| Madison McCarthy      | Laura Dreyfuss        |                       |                       |                       |                       |                       | Ricorrente            |                       |
| Mason McCarthy        | Billy Lewis Jr        |                       |                       |                       |                       |                       | Ricorrente            |                       |
| Jane Hayward          | Samantha Marie Ware   |                       |                       |                       |                       |                       | Ricorrente            |                       |
| Spencer Porter        | Marshall Williams     |                       |                       |                       |                       |                       | Ricorrente            |                       |

## Personaggi principali

### Rachel Berry
Rachel Berry (interpretata da Lea Michele, stagioni 1-6), è una studentessa del McKinley High School, ebrea e figlia di una coppia omosessuale. È una studentessa ambiziosa, e spesso prepotente. È incredibilmente dotata nel canto e nella danza, ma nonostante ciò non gode di popolarità nella sua scuola. Durante la sua permanenza al McKinley ha avuto relazioni amorose con Noah Puckerman e con Jessie St.James, ma la più importante è stata quella con Finn Hudson, del quale è innamorata fin dalla prima stagione. I due si lasceranno all'inizio della quarta stagione. Dopo il diploma, si trasferisce a New York insieme a Kurt per frequentare la NYADA. Qui, rompe brevemente con Finn per intraprendere una breve relazione con Brody, un ballerino della NYADA. Nella quinta stagione, Rachel resta distrutta dopo l'improvvisa morte di Finn, ma riesce comunque ad ottenere la parte di Fanny Brice nel musical di Broadway "Funny Girl". In seguito, abbandona la NYADA per proseguire la sua carriera a Broadway, che però viene rovinata per via del suo disastroso debutto in TV, con la pessima serie televisiva basata su di lei, "That's So Rachel". Nella sesta stagione, ritorna a Lima per rimettere in sesto il Glee Club insieme a Kurt, finché non decide, spronata da Mercedes, di ritornare a New York per continuare con la sua carriera da attrice. Nel finale di stagione, si scopre che si è sposata con Jessie, e che ha vinto un Tony Award, oltre a fare da madre surrogata per il figlio di Kurt e Blaine. È uno dei primi membri del Glee Club.

### Finn Hudson
Finn Hudson (interpretato da Cory Monteith; stagioni 1-4), è il quarterback della squadra di football del liceo McKinley; è orfano di padre, che morì di overdose quando era piccolo (la madre però gli ha sempre fatto credere che fosse morto in guerra in Iraq), e fidanzato della capo-cheerleader Quinn Fabray. Quando Will Schuester lo sente cantare sotto la doccia nello spogliatoio della squadra, lo ricatta mettendo della marijuana nel suo armadietto e accusandolo di far uso di droghe e convincendolo così a fare ammenda entrando nel glee club, che al momento ha bisogno di una voce da solista maschile. Finn viene deriso dai suoi compagni, ma nonostante ciò capisce di aver trovato qualcosa che gli piace fare e decide di restare nelle Nuove Direzioni. Finn è inizialmente diviso tra l'amore che prova sia per Quinn che per Rachel, anche se dopo aver scoperto che il figlio di Quinn non era suo ma di Puck, sceglie di restare con la seconda. Nella seconda stagione si lascia con Rachel e ritorna con Quinn per un certo periodo, salvo poi rimettersi con Rachel, con la quale rimane fino alla quarta stagione.  In seguito alla morte dell'attore Cory Monteith nel 2013 anche il suo personaggio è stato fatto morire, anche se la causa del decesso non è stata precisata. A Finn è stato dedicato il terzo episodio della quinta stagione, intitolato "Addio, Finn". Nell'ultimo episodio della sesta stagione gli viene dedicato il nuovo auditorium del McKinley, dopo un commovente discorso fatto da Sue verso la fine dell'episodio.

### Kurt Hummel
Kurt Hummel (interpretato da Chris Colfer; stagioni 1-6), è uno studente del McKinley High School. È omosessuale, ed è costretto a dichiararsi a suo padre e ai suoi amici all'inizio della prima stagione. È un ragazzo snob, ambizioso e con stravaganti modi di vestirsi. Inizialmente è innamorato di Finn, e ha per questo una rivalità con Rachel. Nella seconda stagione lui e Rachel diventano ottimi amici e Kurt inizia a soffrire di atti di bullismo da parte di un giocatore di football, Dave Karofsky (quest'ultimo si dichiarerà poi gay, baciando Kurt), e per questo motivo si trasferirà, durante la seconda stagione, nella scuola privata maschile "Dalton Academy", dove incontrerà e si fidanzerà con Blaine Anderson, leader del glee club degli Usignoli. A metà della seconda stagione, torna a frequentare il McKinley. Nella terza stagione si diploma e, anche se non viene ammesso alla NYADA, nella quarta stagione si trasferisce a New York insieme a Rachel. In seguito, viene comunque ammesso alla NYADA durante la quinta stagione. In questa stagione fonda la sua band "Pamela-Lansbury" insieme a Rachel e Santana. Durante la sesta stagione, torna a Lima dopo aver rotto con Blaine e, insieme a Rachel, rimette in sesto il Glee Club, dopo che quest'ultimo è stato cancellato l'anno prima da Sue, divenuta preside. Alla fine della stagione, si sposerà con Blaine e andranno a vivere insieme a New York. È uno dei primi membri del Glee Club.

### Artie Abrams
Artie Abrams (interpretato da Kevin McHale; stagioni 1-6), è uno studente del McKinley High School. È in sedia a rotelle sin da piccolo, quando subì un incidente in auto, insieme a sua madre. È un ragazzo sensibile ed estroverso, e durante la serie ha relazioni con Tina Cohen-Chang, Brittany Pierce, Sugar Motta e Kitty Wilde. Sogna di diventare un regista cinematografico e, dopo il diploma che conseguirà nella quinta stagione, frequenterà una scuola di cinema a New York. Nel finale della sesta stagione, si scopre che ha diretto un premiato cortometraggio, e che si è fidanzato con Tina Cohen-Chang. È uno dei primi membri del Glee Club.

### Quinn Fabray
Quinn Fabray (interpretata da Dianna Agron; stagioni 1-3; ricorrente stagioni 4-6), è la capo-cheerleader delle Cheerios, la squadra di cheerleader del liceo McKinley, capitanata da Sue Sylvester; proviene da una famiglia molto cristiana ed è inizialmente la fidanzata del quarterback Finn Hudson e la presidentessa del club della castità per volere dei suoi genitori. Quando il suo ragazzo si unisce alle Nuove Direzioni, Quinn si ingelosisce e ha paura che Finn possa iniziare a provare dei sentimenti per Rachel. Sue Sylvester invita Quinn e le amiche Santana e Brittany ad iscriversi al glee club, per agire come spie ed aiutarla a distruggerlo dall'interno. Dopo essere stata a letto con Puck, Quinn scopre di essere incinta e comunica la notizia a Finn, a cui mente dicendogli di essere il padre. Puck, invece, le offre il suo aiuto; lei rifiuta i suoi soldi e decide invece di dare il bambino in adozione a Terri Schuester, moglie di Will, che sta fingendo una gravidanza. Quando Sue scopre della gravidanza, la caccia dalla squadra delle Cheerios e la ragazza verrà cacciata di casa dalla sua famiglia. Quinn tenta di rientrare nella squadra, ma poi capisce di preferire il glee club, dove si sente accettata. Nella seconda stagione Quinn inizia a frequentare Sam, giocatore di football che si è appena trasferito nella scuola. I due si lasceranno dopo che Quinn lo tradisce con Finn, con il quale si rimette insieme. Alla fine della seconda stagione i due si lasceranno perché il ragazzo è ancora innamorato di Rachel. Quinn ha anche una breve relazione con Joe Hart e dopo il diploma va a studiare a Yale. Nella quinta stagione ritorna insieme a Puck.

### Mercedes Jones
Mercedes Jones (interpretata da Amber Riley; stagioni 1-3, 5-6; ricorrente stagione 4), è una corpulenta ragazza afroamericana del Glee Club, molto cristiana e dalla voce potente. Ha inizialmente una cotta per il compagno di scuola Kurt Hummel, ignorando il fatto che sia gay. Resta ferita quando lui la respinge, ma gli è solidale quando lui le confida la sua omosessualità. Dopo la vicenda, i due restano amici. Mercedes porta avanti un ostile rivalità con Rachel Berry, fin dalla prima stagione, per via delle loro manie di divismo. Frustrati dal fatto di ricevere pochi brani da solisti, Mercedes e Kurt si uniscono ai Cheerios come cantanti. Stando nelle cheerleader, la popolarità di Mercedes cresce notevolmente, e la ragazza inizia a frequentare il giocatore di football Noah Puckerman. Poco tempo dopo si rende conto di non essere sincera con sé stessa, e decide di lasciare sia la squadra che Puck. Nel frattempo sviluppa un'amicizia con Quinn e la invita a vivere a casa sua, ora che i suoi genitori hanno scoperto la gravidanza e l'hanno cacciata di casa. Alla fine della seconda stagione inizia a frequentarsi con Sam Evans, con il quale ritorna insieme nella quinta stagione. I due si lasceranno ma decideranno di rimanere buoni amici. Alla fine della serie Mercedes viene scelta per aprire concerti importanti e realizzerà il suo sogno di diventare cantante.

### Noah Puckerman
Noah "Puck" Puckerman, (interpretato da Mark Salling; stagioni 1-4; ricorrente stagioni 5-6), è un giocatore di football ebreo del liceo McKinley. È inizialmente il miglior amico di Finn Hudson e ha una relazione casuale con la cheerleader Santana Lopez. Inizialmente prende in giro l'amico per essere entrato a far parte del glee club, ma in seguito lui stesso si unisce prima al gruppo a cappella degli Acafellas, e successivamente anche alle Nuove Direzioni. Puck nella prima stagione è innamorato di Quinn Fabray, fidanzata di Finn, la quale metterà incinta per sbaglio. Quinn decide di dire a Finn di essere il padre, e Puck inizia a frequentare invece Rachel, ma la loro relazione dura poco, in quanto sono entrambi innamorati di altre persone. Puck viene mandato per breve tempo in riformatorio, e una volta tornato stringe amicizia con Artie, che decide di aiutare per soddisfare i suoi doveri alla comunità. Nella seconda stagione Puck incontra Lauren Zizes, una corpulenta wrestler che accetta di far parte del club, e che Puck inizia inoltre a corteggiare. la relazione è prolungata fino alla fine della seconda stagione. Nella terza stagione Lauren deve lasciare le Nuove Direzioni e perciò Puck si ritrova di nuovo single. Collabora con Quinn perché entrambi rivogliono indietro loro figlia Beth, data in adozione a Shelby Corcoran. Poco dopo però Puck si stanca di stare ai giochi sporchi di Quinn (che riempie la casa di Shelby, madre adottiva di Beth nonché madre biologica di Rachel, di oggetti vari al fine di depistarla) ed inizia a frequentare la stessa Shelby, ma la relazione dura poco. Dopo il diploma si iscrive al college, dove resta per un certo periodo, ma dopo la morte di Finn decide di entrare nell'esercito. Ritorna insieme a Quinn nella quinta stagione le fa capire che per essere speciale non ha bisogno di sua figlia. I due perciò iniziano a frequentarsi ed a sostenersi a vicenda.

### Tina Cohen-Chang
Tina Cohen-Chang (interpretata da Jenna Ushkowitz; stagioni 1-5; ricorrente stagione 6), è una timida ed emotiva studentessa del liceo McKinley affetta da balbuzie che, sebbene molto talentuosa, non viene mai considerata dai suoi compagni e professori. È di origini asiatiche e veste con un look che ricorda le sottoculture goth, punk e lolita. Tina inizia a frequentare Artie Abrams, ma quando la ragazza ammette di fingere di essere balbuziente sin dalla prima media, quando si inventò una scusa per non parlare in pubblico, questo lo lascia ferito. Dopo un breve periodo Artie perdona Tina per il suo comportamento, ma poco dopo fa alcuni commenti misogini sul suo look, chiedendole di vestire in modo più seducente. Tina pretende le sue scuse, e la coppia di riconcilia. Durante l'estate successiva, Tina lascia Artie per Mike Chang, con il quale resta fino alla quarta stagione, per poi ritornare con Artie alla fine della sesta. Durante il corso della seconda stagione Tina elimina dai suoi completi le ispirazioni punk e metal, facendo divenire il suo stile un'elegante mescolanza fra lo steampunk, il gothic lolita e il romantic goth, mentre nella terza stagione il suo guardaroba matura ulteriormente, diventando distinto, raffinato e ricordante le studentesse rètro della Swinging London anni '60.

### Brittany Pierce
Brittany Pierce (interpretata da Heather Morris; stagioni 2-4; ricorrente stagioni 1, 5-6), è una stramba e (apparentemente) ingenua cheerleader del liceo McKinley. Entra a far parte del glee club insieme alle compagne Quinn Fabray e Santana Lopez, su ordine della coach Sue Sylvester, col compito di spiare il coro e distruggerlo dall'interno. Anche se non viene mai ben chiarito, nel corso delle prime puntate sembra avere una relazione con Mike Chang. Nel corso della seconda stagione intraprende una relazione con Artie, dopo che quest'ultimo è stato lasciato da Tina. Da sempre molto legata alla migliore amica Santana, si dichiara bisessuale quando ammette di ricambiare i sentimenti che l'amica prova per lei, ma di amare anche Artie. Si metterà nella terza stagione con Santana, e dopo essere stata lasciata da lei nella quarta stagione, inizia una relazione con Sam. Le due tuttavia si rimetteranno e nella sesta stagione si sposeranno in un matrimonio a quattro insieme a Kurt e Blaine.

### Santana Lopez
Santana Lopez (interpretata da Naya Rivera; stagioni 2-5; ricorrente stagioni 1 e 6), è una popolare cheerleader del liceo McKinley, compagna di squadra di Quinn Fabray e Brittany Pierce che inizialmente frequenta occasionalmente Noah Puckerman. Sue Sylvester incoraggia le tre ragazze ad entrare nel glee club come spie per causarne la distruzione dall'interno, ma la ragazza si affezionerà realmente al gruppo. Quando Quinn viene travolta dallo scandalo della sua gravidanza, Santana prende il suo posto come capitano delle cheerleader. Dopo aver lasciato definitivamente Puck, nella seconda stagione capisce i forti sentimenti che prova verso la sua migliore amica Brittany e deciderà di fingere una relazione di copertura con Dave Karofsky. Nella terza stagione decide di fare coming out si fidanzerà con Brittany. Nella quarta stagione va a New York e si trasferisce da Kurt e Rachel, scoprendo anche che Brody fa il gigoló, confessandolo a Rachel che poi lo lascia definitivamente. Nella sesta stagione Santana e Brittany si sposeranno in un matrimonio a quattro insieme a Kurt e Blaine.

### Mike Chang
Mike Chang (interpretato Harry Shum Jr.; stagioni 2-3-4; ricorrente stagioni 1, 5-6), è un giocatore di football di origini asiatiche che entra a far parte del glee club e sembra inizialmente avere una relazione con Brittany. È un ottimo ballerino ma ammette lui stesso di non essere un bravo cantante, sebbene nella terza stagione inizierà a prendere lezioni di canto. Dalla seconda stagione inizia una storia con Tina che terminerà poco dopo il diploma di lui. Sogna di diventare un giorno un famoso ballerino professionista, ma il padre non appoggia inizialmente questo suo desiderio. Alla fine il padre capisce le capacità del figlio e lo lascia andare nella scuola di ballo dopo il diploma. Tornerà nelle stagioni successive per occasioni speciali.

### Blaine Anderson
Blaine Anderson (interpretato da Darren Criss; stagioni 3-6; ricorrente stagione 2), è il solista degli Usignoli, il glee club della Dalton Academy, un liceo maschile dove Kurt va a studiare nella seconda stagione a seguito di atti di bullismo ed una minaccia di morte dal giocatore di football Dave Karofsky. Alla Dalton incontra Kurt, con cui stringe una forte amicizia ed a cui chiede aiuto per confessare il suo amore per Jeremiah, un commesso da Gap, ma in seguito scopre di essere innamorato del primo con cui inizia una relazione. Nella terza stagione si iscrive al McKinley per poter stare più vicino a Kurt ed entra a far parte delle Nuove Direzioni, sebbene questi siano sospettosi e rimane ancora molto legato ai suoi compagni della Dalton. Dopo il diploma di Kurt, Blaine continua a studiare al McKinley e, a seguito di un suo tradimento, lui e Kurt si lasceranno. Blaine diventa molto amico di Sam, per il quale inizia a provare dei sentimenti, ma i due infine rimarranno migliori amici. Blaine fa una proposta di matrimonio a Kurt nella quinta stagione e si unisce così al gruppo di New York. Nella sesta stagione si lascia con Kurt e inizia a frequentare Karofsky, ma alla fine deciderà di ritornare con Kurt grazie alla persistenza di Sue Syilvester, che li ha chiusi in un finto ascensore per costringerli a baciarsi facendo così scattare di nuovo la scintilla tra i due, ed in seguito andranno insieme al matrimonio delle amiche Santana e Brittany che faranno ai due la richiesta di un matrimonio, celebrato da Burt, il padre di Kurt, a quattro.

### Sam Evans
Sam Evans (interpretato da Chord Overstreet; stagioni 4-6; ricorrente stagioni 2-3), è un bel ragazzo arrivato al glee club dopo essersi trasferito da un'altra città; diventa subito amico, nonché compagno nella squadra di football di Finn e degli altri ragazzi. Dimostra particolare interesse per Quinn, con cui ha una relazione nella seconda stagione, ma che lo tradisce per tornare con Finn. Sam ha quindi una breve storia, di poca importanza, con Santana. Alla fine della seconda stagione si fidanza con Mercedes Jones. All'inizio della terza serie la sua assenza viene giustificata con un trasferimento del padre in un'altra città. Torna convinto da Rachel e Finn per aiutare le Nuove direzioni a vincere le provinciali dopo aver trascorso un periodo come spogliarellista, intenzionato anche a riconquistare Mercedes; ma a fine stagione Mercedes lo lascia nelle note di "I will always love you" di Whitney Houston. Nella quarta stagione confessa di essere attratto da Brittany, e i due si mettono insieme. La ragazza lo lascia per tornare con Santana. Nella quinta stagione si rimette con Mercedes per poi essere lasciato da lei, quando lei confessa di voler aspettare il matrimonio prima di avere un rapporto sessuale, mentre lui è evidente che non può aspettare, ma i due rimangono buoni amici. Nella sesta stagione diventa co-allenatore al McKinley, in seguito allenatore principale e ha una breve storia con Rachel. Nell'ultimo episodio, viene assunto da Will, ora preside del McKinley, come direttore delle Nuove Direzioni. È dislessico, anche se a volte un po' ingenuo, è molto dolce, gentile e disponibile con i suoi amici. È il migliore amico di Blaine, anche se quest'ultimo ha una cotta per lui durante la quarta stagione.

### Wade Adams
Wade "Unique" Adams (interpretata da Alex Newell; stagione 4-5 , ospite 3 e 6), è inizialmente membro dei Vocal Adrenaline, per sentirsi se stessa si traveste da donna nelle sue esibizioni. Unique è una ragazza transessuale MtF, che ammira molto Kurt e Mercedes. Durante le regionali e nazionali del 2012, sotto consiglio proprio di Kurt e Mercedes, si esibisce in vesti femminili e vince il premio come miglior cantante. A partire dalla quarta stagione si trasferisce al McKinley ed entra nelle Nuove direzioni. Si innamora di Ryder Lynn che inizialmente sente sotto falso nome tramite messaggio, poi lui quando verrà a scoprire la verità deciderà di non essere più suo amico, ma nella quinta stagione inizierà a parlargli e a tornare suo amico. Viene fatto trasferire in un'altra scuola da Sue alla fine della quinta stagione. Ritorna nella sesta stagione, a sostegno di Will nel dare una lezione di umiltà ai membri dei Vocal Adrenaline, mossa che si rivelerà purtroppo inutile.

### Jake Puckerman
Jake Puckerman (interpretato da Jacob Artist; stagione 5; ricorrente stagione 4; ospite stagione 6), è il fratellastro di Noah Puckerman e, come il fratello, si dimostrerà un donnaiolo e un bullo. Usciva con Kitty prima di innamorarsi di Marley, che tradirà con una cheerleder. Cercherà di sistemare le cose e diventerà nemico di Ryder, ma poi scopriranno di essere simili, soprattutto quando Jake lo aiuta con la dislessia e gli confessa che, essendo per metà bianco e per metà nero, non si sente parte di nulla. Si fidanzerà con Marley nell'episodio 4x12 dove i due si dichiarano. Litigherà con Ryder e Marley quando i due si baciano, ma in seguito si riappacificherà con entrambi. Tradisce Marley con Bree e lei lo lascia. Viene fatto trasferire in un'altra scuola da Sue alla fine della quinta stagione.

### Marley Rose
Marley Rose (interpretata da Melissa Benoist; stagione 5, ricorrente stagione 4), è il nuovo acquisto del Glee Club, a partire dalla quarta stagione. È figlia dell'obesa cuoca della mensa; per questo motivo, Marley non vanta di popolarità, e viene derisa dai giocatori di football e dalle cheerleader. Viene comunque accettata dal Glee Club. Nella quarta stagione, ottiene la parte della protagonista, Sandy, nel musical scolastico "Grease", suscitando così l'odio della perfida cheerleader Kitty Wilde, che per ripicca le restringerà i vestiti, facendole credere che stia ingrassando; questo causa l'eliminazione delle Nuove Direzioni alle provinciali, poiché Marley smetterà di mangiare, e sverrà durante l'esibizione. È una ragazza sensibile, timida ed emotiva. Intreccerà una storia con Jake e con Ryder. Viene fatta trasferire in un'altra scuola da Sue alla fine della quinta stagione.

### Ryder Lynn
Ryder Lynn (interpretato da Blake Jenner; stagione 5; ricorrente stagione 4; ospite stagione 6), è un giocatore di football. Convinto da Finn, si unisce al Glee Club instaurando subito un rapporto con Marley. Inizialmente, è in continua competizione con Jake, poiché entrambi sono innamorati di Marley. All'inizio della quarta stagione, ottiene il ruolo di Danny Zuko nel musical scolastico, "Grease". Con l'aiuto di Finn e Jake, scopre di essere dislessico. Viene fatto trasferire in un'altra scuola da Sue alla fine della quinta stagione.

### Kitty Wilde
Kitty Wilde (interpretata da Becca Tobin; stagione 5; ricorrente stagioni 4 e 6), è un nuovo membro dei Cheerios, inizia una storia con Jake Puckerman ma questi la lascerà perché troppo crudele nei confronti del Glee. Dopo un po' di tempo però ha una breve storia con il fratello maggiore Noah Puckerman, ma si lasceranno perché quest'ultimo frequenterà il college. In seguito, si fidanza con Artie, finché quest'ultimo non si diplomerà, durante la quinta stagione. Entra nel club dopo il musical, è molto gelosa di Marley e ne combinerà di tutti i colori per ostacolare soprattutto l'amore nato fra lei e Jake. Il suo mito e modello è l'ex cheerleader Quinn Fabray. Nella sesta stagione, si scopre che è l'unica tra gli ex-membri del Glee Club non diplomati a non essere stata cacciata dal McKinley, ed ora è una promettente cheerleader. Anche se inizialmente titubante, viene convinta da Rachel a ritornare nel Glee Club.

### Will Schuester
Will Schuester (interpretato da Matthew Morrison; stagioni 1-6 , ricorrente 4), è un insegnante di spagnolo del McKinley High School. È un uomo gentile ed apprensivo, con spiccate doti nel canto e nel ballo. Non apprezza la materia che insegna, scelta da lui soltanto perché l'unica con una cattedra disponibile al McKinley; i suoi veri interessi, si posano invece sull'ormai defunto Glee Club, che era però molto in voga quando egli frequentava il liceo. Decide così di prendersi cura del Club, anche se la sua fastidiosa moglie Terri, è contraria all'idea. I suoi rapporti con la moglie sono sempre più ristretti, talmente tanto che Terri finge di essere incinta con l'aiuto della sorella, sperando di riuscire ad acquisire in seguito il futuro bambino di Quinn e Puck. Quando però Will viene a sapere del piano della moglie, si infuria e chiede il divorzio, innamorandosi e, in seguito, sposando Emma Pillsbury, la psicologa del McKinley. Durante la terza stagione, cede la cattedra di spagnolo a David Martinez, così da poter insegnare solo nel Glee Club. Dopo la chiusura del Club nella quinta stagione, Will diventa il direttore dei Vocal Adrenaline, un rinomato club corale della Carmel High School, finché, nella sesta stagione, non si licenzia perché stanco del prepotente comportamento dei componenti del Club, così da tornare ad aiutare Rachel e Kurt a dirigere le Nuove Direzioni. Nel finale di stagione, il McKinley High School diventa una scuola interamente basata sull'arte, e Will viene nominato preside.

### Sue Sylvester
Sue Sylvester (interpretata da Jane Lynch; stagioni 1-6), è la perfida allenatrice della squadra di cheerleader del McKinley, i "Cheerios". È in continua competizione con Will e con le Nuove Direzioni, poiché il Glee Club riceve una parte di fondi che spetterebbero ai Cheerios. Per questo motivo, tenta in ogni modo di ostacolare i ragazzi. Conduce una rubrica sul telegiornale regionale, chiamata "L'Angolo di Sue", dove critica con acidità i fatti a cui è contraria. Ha una sorella maggiore, Jean, affetta da sindrome di Down e ricoverata in una casa di cura, a cui Sue vuole molto bene; Jean morirà durante la seconda stagione. Durante la quarta stagione, decide di avere una figlia, tramite inseminazione artificiale; la bambina, Robin, nascerà però con la sindrome di Down. Durante la quinta stagione, Sue diventa preside del McKinley, riuscendo anche a far chiudere il Glee Club, dopo che le Nuove Direzioni hanno perso alle Nazionali. Nella sesta stagione, Rachel riesce a riaprire il Glee Club con i suoi soldi, facendo così infuriare Sue. Nel finale di stagione, si scopre che, nel 2020, Sue è diventata la vicepresidente degli Stati Uniti d'America.

### Emma Pillsbury
Emma Pillsbury (interpretata da Jayma Mays; stagioni 1-3; ricorrente stagioni 4-6), è la dolce e simpatica consulente scolastica del liceo McKinney. Emma soffre di misofobia e di DOC, perciò ha forti manie di pulizia e dell'ordine. Emma è da tempo innamorata segretamente del professor Will Schuester, ma incapace di risolvere i suoi problemi, si lega sentimentalmente al coach di football Ken Tanaka, con il quale romperà per via dei forti sentimenti che Emma prova verso Will. Inizialmente decide di non agire sui suoi sentimenti perché pensa che sia la cosa migliore per Will che all'epoca pensava di aspettare un figlio con la moglie Terri, anche se successivamente si scopre che Terri aveva mentito sulla gravidanza solo per paura che Will la lasciasse. Nella seconda stagione Emma inizia a frequentare un affascinante dentista di nome Carl, ma in seguito capirà di amare ancora Will e ritornerà con lui. I due si sposeranno nella quinta stagione e avranno un figlio di nome Daniel Finn.

### Shannon/Sheldon Beiste
Shannon Beiste (interpretata da Dot-Marie Jones; stagione 6; ricorrente stagioni 2-5), è la nuova allenatrice della squadra di football della scuola che sostituisce Ken Tanaka nella seconda stagione. Inizialmente viene ostracizzata da Sue Sylvester e da Will Schuester, che in seguito le chiederà scusa per il suo comportamento. Viene derisa anche dagli studenti per la sua corporatura mascolina, ma riesce a instaurare col tempo un buon rapporto con la squadra e con i ragazzi del glee club. Nella sesta stagione lascia il suo posto di allenatrice per cambiare sesso, venendo sostituita per breve tempo da Sam negli allenamenti, per poi ritornare al McKinley in vesti maschili, con il nome di Sheldon Beiste. Continuerà ad insegnare come allenatore della squadra di football, fino a quando il McKinley non diventerà una scuola d'arte, nell'ultimo episodio.

### Burt Hummel
Burt Hummel (interpretato da Mike O'Malley; stagione 2; ricorrente stagioni 1, 3-6), è il padre vedovo di Kurt con il quale ha inizialmente un rapporto difficile una volta scoperta l'omosessualità del figlio, ma al quale è comunque molto affezionato. Si innamora della mamma di Finn, Carol, che sposa nella seconda stagione. Nella terza stagione si candida contro Sue al congresso, vincendo. È un padre gentile e comprensivo verso le scelte del figlio, supportandolo in ogni situazione.

### Terri Delmonico
Terri Delmonico (interpretata da Jessalyn Gilsig; stagioni 1-2; ospite stagione 4; ricorrente stagione 6), è inizialmente la moglie di Will Schuester, dalla quale divorzia alla fine della prima stagione. È mostrata come una donna manipolatrice, fastidiosa, che minaccia costantemente i sogni e le ambizioni del marito perché è in conflitto con le sue idee riguardo a cosa fare nella vita. Dopo la diagnosi di una gravidanza isterica, Terri decide di fingere di essere incinta per paura che Will la lasci. Tuttavia, il piano le si ritorce contro, e Will sceglie di divorziare dopo aver scoperto il suo segreto. Nonostante questo, Terri tenta più volte di ritornare con lui, ma alla fine decide di andare avanti con la sua vita per consentire a Will di essere libero e felice.

## Personaggi secondari

### Introdotti nella prima stagione
- Preside Figgins (interpretato da Iqbal Theba; stagioni 1-6), è il preside di origini indiane della William McKinley High School. Poco autoritario, viene spesso manipolato o ricattato da Sue Sylvester. Diventa bidello e in seguito, nella sesta stagione, lavora in un bar.
- Becky Jackson (interpretata da Lauren Potter; stagioni 1-6), è un membro della squadra delle cheerleader, affetta dalla sindrome di Down. Sue decide di farne la sua assistente personale. Nella terza stagione viene nominata co-capitano delle Cheerios insieme a Santana. Ha una cotta per Artie.
- Jacob Ben Israel (interpretato da Josh Sussman; stagioni 1-4; ospite stagione 5), è uno studente ebreo pungente e caporedattore un po' "sfigato" del giornalino della scuola. È ossessionato da Rachel.
- Carole Hudson (interpretata da Romy Rosemont; stagioni 1-3, 5-6; ospite stagione 4), è la madre di Finn Hudson. Diversi anni prima dell'inizio degli eventi narrati in Glee, Carole si sposa con un marine di nome Christopher Hudson e i due hanno un figlio, Finn. Purtroppo, quando Finn ha solo un anno, Christopher muore durante una missione in Iraq, e Carole rimane vedova. Durante la prima stagione, ad una riunione dei genitori del McKinley, incontra Burt Hummel, il padre di Kurt. I due iniziano ad uscire insieme e nella seconda stagione si sposano. Il matrimonio continua senza particolari problemi, ma i due devono affrontare alcuni periodi molto difficili, per esempio quando Burt rischia di morire d'infarto, o quando gli viene diagnosticato un cancro. Nella quinta stagione Finn muore, ma Carole, nonostante sia distrutta dal dolore per la perdita del figlio, capisce che deve trovare la forza per andare avanti. Carole è sempre mostrata come una donna gentile e premurosa, ma anche forte e indipendente. Infatti, cresce da sola il figlio dopo la morte del marito, e diventa una vera e propria mamma per Kurt dopo il matrimonio con suo padre.
- Rod Remington (interpretato da Bill A. Jones; stagioni 1-3, 5-6; ospite stagione 4), è un giornalista. Lavora nel notiziario televisivo di Sue, con cui ebbe una breve relazione. Successivamente sposa Andrea, una sua collega.
- Lauren Zizes (interpretata da Ashley Fink; stagioni 1-2 ; ospite stagioni 3-6), è una studentessa a capo del club di wrestling che entra nel glee club per sostituire Kurt. Ha una relazione con Puck. All'inizio della terza stagione lascia Puck e il glee poiché in quel modo non è abbastanza popolare.
- Dave Karofsky (interpretato da Max Adler; stagioni 1-3, 6; ospite stagione 5), è uno dei bulli del McKinley. Nella seconda stagione si trova a lottare non solo con Kurt, ma anche con sé stesso in quanto scopre di essere lui stesso gay. All'inizio gli unici a saperlo sono Kurt (baciato da lui) e Santana (lo capisce quando vede Dave guardare il sedere di Sam). Dopo che tutti scoprono la sua omosessualità, tenta il suicidio. Nella sesta stagione, ha avuto una relazione con Blaine, ma alla fine Dave si rende conto che il ragazzo è ancora innamorato del suo ex e i due si lasciano.
- Jean Sylvester (interpretata da Robin Trocki; stagioni 1-2), è la sorella di Sue, affetta dalla sindrome di Down, che vive in una casa di cura. Muore durante la seconda stagione e Le Nuove Direzioni cantano al suo funerale.
- Jesse St. James (interpretato da Jonathan Groff; stagioni 1-3, 6), era la stella dei Vocal Adrenaline e il fidanzato di Rachel. Nella prima stagione Jesse, dopo aver conosciuto Rachel e dopo essersi fidanzato con lei, si trasferisce al McKinley e nelle Nuove Direzioni per starle vicino. Aiuta Shelby a far sapere a Rachel che è la sua vera madre. Non ha mai riscontrato la simpatia delle Nuove Direzioni. Poco prima delle Regionali Jesse torna nei Vocal Adrenaline e lascia Rachel, umiliandola. Torna alla fine della seconda stagione, dopo aver mollato l'università della California, con lo scopo di scusarsi e riconquistarla, fallendo. Nella terza stagione fa una breve apparizione come coach dei Vocal Adrenaline. Parlerà in favore di Rachel con la direttrice della NYADA affinché possa essere accettata nella scuola. Apparirà anche nella sesta stagione, dove lo si vede prima a Lima e poi nell'ultima puntata come vincitore di un Tony Award e marito di Rachel.
- April Rhodes (interpretata da Kristin Chenoweth; stagioni 1 e 5; ospite stagione 2), era una studentessa della William McKinley High School insieme a Will Schuester. Appare nelle prime due stagioni e ritorna nella quinta stagione, insieme a Holly Holliday , sia per celebrare le 100 lezioni del Glee Club, sia per tentare di salvarlo, quando rischierà di essere chiuso definitivamente. Dopo esserci riuscite, lei e Holly partono per un viaggio insieme, scomparendo definitivamente.
- Sandy Ryerson (interpretato da Stephen Tobolowsky; stagione 1; ospite stagione 2), è il precedente direttore del Glee Club, licenziato dalla scuola per il suo comportamento inappropriato nei confronti degli studenti di sesso maschile.
- Shelby Corcoran (interpretata da Idina Menzel; stagioni 1 e 3; ospite stagione 4), è la madre naturale di Rachel e coach dei Vocal Adrenaline nella prima stagione. È una donna molto attraente e talentuosa infatti dimostrerà nel corso della serie di essere una cantante dalle grandi doti (talento che Rachel naturalmente ha ereditato). Alla fine della prima stagione decide di ricominciare la sua vita da capo: lascia i Vocal Adrenaline e adotta Beth, la figlia di Quinn e Puck. Torna nella terza stagione al McKinley per dirigere le Note Moleste il nuovo glee club della scuola finanziato da Al Motta, però si classificherà solo secondo dietro le Nuove Direzioni. Appare nella quarta stagione dove si offre di aiutare sua figlia a trovare la canzone adatta per il provino.
- Matt Rutherford (interpretato da Dijon Talton; stagioni 1 e 6), è un giocatore di football afroamericano che si unisce al glee club. Non compare più nella seconda stagione e la sua assenza viene giustificata dal trasferimento in un'altra scuola. Ricomparirà nell'episodio conclusivo della sesta stagione.

### Introdotti nella seconda stagione
- Holly Holliday (interpretata da Gwyneth Paltrow; stagioni 2 e 5), è un'insegnante supplente. Sostituisce Will Schuester e prende temporaneamente la direzione del Glee Club quando questi si ammala. Ha insegnato spagnolo, matematica e storia. Intraprende una breve relazione con Will, se ne andrà dopo che Will verrà dichiarato guarito. Torna nella quinta stagione, insieme a April Rhodes, per due motivi: celebrare le 100 lezioni del Glee Club, e per tentare di salvarlo, visto che rischierà di essere chiuso definitivamente. Dopo esserci riuscite, lei e April decidono di partire per un viaggio insieme, scomparendo definitivamente.

### Introdotti nella terza stagione
- Roz Washington (interpretata da NeNe Leakes; stagioni 3-5; ospite stagione 6) doppiata da Laura Romano, è il coach di nuoto sincronizzato, disciplina in cui ha vinto una medaglia di bronzo olimpica. Disprezza molto Sue, che considera vecchia, infatti durante il suo periodo di maternità convince il preside ad assegnargli il ruolo di co-coach dei Cheerios, incarico che perde dopo la vittoria del Glee Club alle nazionali.
- Carmen Tibideaux (interpretata da Whoopi Goldberg; stagioni 3-4; ospite stagione 5), è la preside, nonché insegnante di canto della NYADA. È lei ad effettuare le audizioni di Kurt e Rachel. È molto severa nei confronti dei suoi alunni, ma solo per spingerli a dare il meglio.
- Sebastian Smythe (interpretato da Grant Gustin; stagioni 3-4; ospite stagione 5), è uno studente alla Dalton e membro degli Usignoli, un ragazzo disposto a tutto per vincere. Cerca di sedurre Blaine sia per motivi sentimentali sia per convincerlo a tornare negli Usignoli. Nell'episodio dedicato a Michael Jackson ferisce Blaine agli occhi con una granita con sale, che era destinata però a Kurt, per farlo confessare. Santana gli lancia una sfida musicale. Dopo il tentato suicidio di Karofsky cambia atteggiamento, diventando buono. Appare per l'ultima volta durante l'episodio tributo ai Beatles, dimostrando di essere realmente cambiato e di aver finalmente accettato la relazione tra Blaine e Kurt.
- Joe Hart (interpretato da Samuel Larsen; stagioni 3-4, 6), è un nuovo studente del McKinley che entra a far parte dello squadrone di Dio e successivamente del Glee Club durante la terza stagione. Scompare dopo la quarta stagione, ma ritorna nella sesta e ultima stagione.
- Sugar Motta (interpretata da Vanessa Lengies; stagioni 3-4, 6), è la figlia di Al Motta, un uomo molto ricco, si è auto diagnosticata la sindrome di Asperger per poter dire quello che vuole. Fa l'audizione per entrare nelle Nuove direzioni, ma viene scartata poiché è stonata così il padre assume Shelby per istituire un nuovo Glee Club per la figlia, intitolato "Le Note Moleste". In seguito, entreranno in quest'ultimo anche Mercedes, Brittany e Santana. Quando, alla fine della terza stagione, i due club corali si uniranno per partecipare alle nazionali, Sugar riuscirà ad entrare nelle Nuove Direzioni. Nella sesta stagione non fa parte delle Nuove Direzioni, ma compare come invitata al matrimonio di Santana e Brittany e nell'esibizione finale dell'ultimo episodio.
- Rory Flanagan (interpretato da Damian McGinty; stagione 3; ospite stagione 4), è un ragazzo irlandese arrivato al McKinley con uno scambio, vive a casa di Brittany, viene preso di mira dai bulli e ignorato da tutti nella scuola. Diventa amico di Finn che lo convince ad entrare nelle Nuove Direzioni. È presente nella terza stagione, contribuendo alla vittoria delle nazionali. Poi torna brevemente, in un sogno di Artie, nella quarta stagione.

### Introdotti nella quarta stagione
- Millie Rose (interpretata da Trisha Rae Stahl; stagione 4; ospite stagione 5), è la nuova cuoca della scuola, nonché la madre di Marley. È una madre single, ed ha fatto, sempre molti sacrifici per sua figlia, come trasferirsi in Ohio. Viene presa di mira dalle Cheerios e dai giocatori di football perché in sovrappeso. All'inizio Marley, non dirà a nessuno chi è sua madre, ma poi durante il pranzo, vendendo Kitty e altri ragazzi e ragazze prendere in giro la donna, lo rivelerà a tutti, dicendo anche che lei è molto orgogliosa di avere una madre come Millie.

### Introdotti nella quinta stagione
- Dani (interpretata da Demi Lovato; stagione 5), è una cameriera al ristorante newyorchese in cui lavorano Rachel, Santana e Kurt. È una musicista e farà parte del gruppo "Pamela-Lansbury". Avrà una breve relazione con Santana.

- Elliott "Starchild" Gilbert (interpretato da Adam Lambert; stagione 5), è uno studente della NYU che farà un provino per accedere alla band di Kurt, "Pamela-Lansbury". È una sorta di rivale per Kurt.

### Introdotti nella sesta stagione
- Roderick Meeks (interpretato da Noah Guthrie; stagione 6), è uno studente all'ultimo anno appena trasferitosi al McKinley. Verrà reclutato da Rachel per il nuovo glee club da lei guidato avendolo sentito cantare tra i corridoi della scuola.

- Jane Hayward (interpretata da Samantha Marie Ware; stagione 6), una studentessa proveniente da un'agiata famiglia. Sarà la prima donna a studiare alla Dalton dove proverà ad entrare nel glee club degli Usignoli. In quanto donna verrà respinta e sarà costretta ad iscriversi al McKinley per poter continuare a cantare in un coro.

- Spencer Porter (interpretato da Marshall Williams; stagione 6), è un giocatore di football al McKinley molto in voga autodefinendosi un "giovane gay post-moderno". In un primo momento rifiuterà di prendere parte al glee club, vedendolo come un cliché, salvo aderire insieme al fidanzato Alistair.

- Madison McCarthy (interpretata da Laura Dreyfuss; stagione 6), è una cheerleader al McKinley insieme al fratello gemello Mason. Entrambi sosterranno un'audizione per prendere parte al nuovo glee club.

- Mason McCarthy (interpretato da Billy Lewis Jr.; stagione 6), è un cheerleader al McKinley insieme alla sorella gemella Madison. Entrambi sosterranno un'audizione per prendere parte al nuovo glee club.

- Myron Muskovitz (interpretato da J. J. Totah; stagione 6), è il nipote del soprintendente scolastico Bob Harris. È fan del glee club tanto da farli esibire al suo bar mitzvah e si trasferirà al McKinley per potervi diventare membro.

- Alistair (interpretato da Finneas; stagione 6), è uno studente del McKinley, amico di Roderick e, successivamente, fidanzato di Spencer. Farà parte del nuovo glee club.